# Lukavec vára
Lukavec vára (horvátul: Stari grad Lukavec), várkastély Horvátországban, a Nagygoricához tartozó Lukavec határában.

## Fekvése
Lukavec belterületének keleti szélén, az azonos nevű patak partján fekvő mezőn áll.

## Története
Elődjét 1474 és 1479 között építette a túrmezei nemesség a török elleni védelem céljából. Védelmi funkcióján kívül a nemesi kerület székhelye, értékeinek és főbb történeti dokumentumainak is őrző helye is lett. Ezt a szerepét egészen a török veszély elmúltáig, a 17. századig betöltötte. A nemesi kerület okiratait ezután Zágráb helyett már Lukavecből adták ki. Itt zajlottak a kerület gyűlései és itt történt az elöljárók megválasztása is. 1481-ben Lukavec vára Medvevár urainak, a Bradenburgiak, majd a Zrínyiek részleges irányítása alá került és csak 1553-ban tért vissza teljesen a kerület irányítása alá. 1576-ban a romos régi vár helyén újabb várat építettek. 
A mai várkastély 1755-ben elsősorban már nem védelmi célra, hanem közösségi és lakóépületnek épült. Itt tartották a nemesi kerület gyűléseit, Szent Lúciának szentelt kápolnájában a gyűlésekhez kapcsolódó miséket celebráltak.

## A vár mai állapota
Lukavec várkastélya a falu keleti szélén, a Lukavec-patak mellett áll. A vár négyzetes alaprajzú, sarkait négyszögletes tornyokkal erősítették meg. Külső méretei mintegy 20x20 métert tesznek ki, a sarkokon egy-egy kb. 5x5 méteres toronnyal. A bejárat felett kaputorony emelkedik, melynek egykor barokk toronysisakja volt. A kapuzat felett a nemesi kerület két oroszlán által tartott címere látható. A címer körül a "INSIGNIA UNIVERSITATIS NOBILIUM CAMPI TUROPOLJA 1752." felirat található. A torony felső részén az ablak felett mind a négy oldalon a toronyóra helye látható. A vár minden részén látható lőrések arról tanúskodnak, hogy egy esetleges támadás kivédésére is alkalmassá tették. A kapuzat felett egy kétszintes torony emelkedik, melynek felső harmadának közepén, egy íves ablaknyílás található. Egykor a toronynak mind a négy oldalán volt óra. A bádoggal borított torony kettős csúcsát, egy-egy zászlócska díszíti. 
A négyszögletes várudvar északi, keleti és nyugati oldalát egy-egy hármas boltív határolja. A földszinti, mind az emeleti folyosók szintén boltozva vannak. A várudvar északnyugati sarkában kút található. A keleti és nyugati szárny földszintjén a folyosók külső falában, három-három, fordított kulcslyuk alakú lőrés van kialakítva. A déli szárny földszintjén egy, kétrészes helyiség van, a délkeleti torony földszintje pedig várőrség pihenőhelyéül szolgált. A vár első emeleti szintjére vezető lépcsőház az északnyugati toronyban van kialakítva. A lépcsőházból kilépve, a nyugati szárny első emeleti folyosójára érünk. A várnagy és helyettese lakhelyéül az északnyugati torony első emeleti helyisége, és a vár északi szárnya szolgált . Az északi szárnyban volt a Szent Luca tiszteletére szentelt várkápolna, amit az emeleti folyosótól csak egy válaszfal választ el. A szilárd anyagból épített oltár mára összedőlt. Az oltár fölött helyezkedett el egykor a szent képe, a helyiség boltíveit és falait pedig falfestmények díszítették. A nyugati szárny első emeleti folyosóján jutunk be a vár nagytermébe. Ez a terem meglehetősen hosszú és széles, így három keresztboltozattal boltozták be. A terem déli oldalán három, ablakfülkés ablak található, míg az északi fal közepén csak egy kicsiny nyílás van. Ugyanebben a falban, két szekrényfülke is van, melyekben egykoron a nemesi közgyűlés okiratait tárolták. A nagyterem bejárati oldalán találunk egy félköríves bemélyedést, ezzel szemben pedig egy ugyanilyen, de kisebb falfülke van. Ezekben valaha egy-egy gótikus jellegű cserépkályha volt. A nagyterem régen a túrmezei nemesi közgyűlés színhelye volt, de a Szent Luca napi ünnepségek során is használhatták.
Ma is jól láthatók a vár körüli sáncok és árkok maradványai. Az árokkal, szigetszerűen övezett vár felújításával, a 2003-as esztendőben készültek el. Jelenleg a vár csak időszakőnként tart nyitva, így leginkább csak kívülről tekinthető meg.